# صاصل كورسيكي
صاصل كورسيكي (الاسم العلمي: Ornithogalum corsicum) هو نوع نباتي يتبع جنس الصاصل من فصيلة الهليونية.